# Stanford (Bedfordshire)
Pour les articles homonymes, voir Stanford.
Stanford est un hameau anglais situé dans le Central Bedfordshire.